# Antoine Fonck
Pour les articles homonymes, voir Fonck.
Le lancier Antoine Fonck (Verviers 1893 - Thimister 4 août 1914) est la première victime belge de la Première Guerre mondiale.

## Biographie
Né à Verviers en 1893, rapidement orphelin, Antoine Fonck est élevé par sa grand-mère.  L'école terminée, il trouve un emploi de magasinier au Grand Bazar de Liège.
En 1911, il s'engage pour 3 ans dans l'armée belge comme cavalier au 2e régiment de lanciers. Il quitte l'armée en mai 1914.
Le 28 juillet 1914, il est rappelé au 2e régiment de lanciers.

## Décès
Le 2 août 1914, le 2e régiment de lanciers reçoit l'ordre de quitter sa caserne pour s'établir dans ses cantonnements de mobilisation à Milmort, d'où il doit mener des missions de surveillance de la frontière.
Le 4 août, le 1er escadron est envoyé à Henri-Chapelle à proximité de la bifurcation des routes de Battice — Henri-Chapelle et de Battice — Aubel.
Une patrouille de quatre lanciers, dont Antoine Fonck et un officier, parcourt la route de Margensault et se renseigne auprès des habitants sur les mouvements ennemis. Sur la route de Stockis à Battice, le lancier Fonck prend les devants et s'éloigne du groupe.
Sur le pont enjambant la ligne de chemin de fer, le cavalier rencontre le directeur du charbonnage de Battice et un mineur venus faire sauter le pont. Il poursuit sa route vers Henri-Chapelle. Arrivé à la ferme Bolsée, un fermier lui signale un groupe « grisâtre ». Il avance pour se rendre compte, puis ayant reconnu des soldats prussiens, il met pied à terre, attache son cheval à une barrière, épaule son fusil et tire sur le groupe de cinq ou six soldats s'approchant. Un soldat ennemi tombe et le groupe se disperse. Le lancier Fonck remonte sur sa monture et reprend sa progression, mais les soldats, appartenant au 5e régiment de Uhlans, se rassemblent et lancent une contre-attaque. Le cheval de Fonck est tué sous lui. Après s'en être dégagé, il prend la fuite en longeant le fossé de la route, traverse la chaussée pensant que le pont a été détruit puis escalade l'accotement pour franchir la haie. Il tombe alors, mortellement touché d'une balle dans la nuque à 10 h du matin au lieu-dit La Croix Polinard.
Sa dépouille est ramenée quelques heures plus tard à la maison communale par des habitants. Il est enterré le 6 août 1914 au cimetière communal.

## Hommages
- Chaque année, les autorités communales de Thimister lui rendent hommage le 1er dimanche du mois d’août.
- Une Rue cavalier Fonck à Thimister
- Un monument le long de la RN 3
- La caserne du 2e régiment de Lanciers à Liège a été renommée en son honneur.

## Sources
- Courte biographie sur La Libre
- Des photos de sa sépulture sur Bel-mémorial